# Паршин (Ростовская область)
Паршин — хутор в Обливском районе Ростовской области.
Входит в состав Караичевского сельского поселения.

## География
На хуторе имеются две улицы — Речная и Садовая.

## История
Хутор Паршин, как и соседствующий с ним хутор Караичев, был основан в 1784 году на правом берегу реки Чир беглыми крестьянами. Своё название получил от фамилии Паршин. Из-за обилия песков и сильных ветров жить в хуторе было трудно, поэтому в 1906 году, по разрешению атамана Новочеркасского округа, его территория была перенесена на левый берег реки.

## Население
| 2010 |
| ---- |
| 76   |